# جيف باولوس
جيف باولوس هو لاعب كرة قدم كندي، ولد في 3 أكتوبر 1969 في سكاربورو، تورنتو في كندا. لعب مع نادي إدمونتون.